# Mochizuki Gyokusen
Mochizuki Gyokusen (japanisch 望月 玉蟾; geb. 1692 in Kioto; gest. 8. September 1755) in Kioto war ein japanischer Maler der mittleren Edo-Zeit.

## Leben und Werk
Mochizuki Gyokusen wurde als Sohn eines Herstellers von Makie-Lackwaren in Kioto geboren. Im Alter von fünf Jahren begann er ein Studium der Malerei unter Tosa Mitsunari (1648–1710), einem Maler der Tosa-Schule. Später studierte er unter Yamaguchi Sekkei, bewunderte auch die Werke von Kanō Motonobu.
Später unternahm er, zusammen mit dem Maler Ike no Taiga , alles, um die Anerkennung der chinesischen Malerei in Japan wieder zu beleben. Während der Enkyō-Ära (1744–1747) wurde Gyokusen zum kaiserlichen Palast beordert, um dort Malereien auszuführen. Danach arbeitete er als offizieller Maler am Hofe.
Es sind nicht viele Arbeiten Gyokusens erhalten geblieben, aber sie zeigen, dass er zu den bedeutenden Künstlern seiner Zeit gehört, die im „nördlichen Stil“ (北画) malten. Bestattet wurde Gyokusen im Daiun-in (大雲院) in Kioto.
Beispielhafte Werke sind von ihm sind die Kopie  Tōgen-zu (桃源図) des chinesischen Vorbilds in den Hasshu gafu (八種画布) und Kyūrō-zu (九老図, „Die neun Weisen“) im Kunstmuseum der Präfektur Hiroshima.